# 红光镇 (兰西县)
红光镇，是中华人民共和国黑龙江省绥化市兰西县下辖的一个镇。
2015年4月9日，黑龙江省民政厅批复同意撤销红光乡，设立红光镇。

## 行政区划
红光镇下辖以下地区：
红光村、义发村、义丰村、义泉村、林丰村和林泉村。